# Alexarasnia
Alexarasnia – wymarły rodzaj owadów z rzędu nogoprządek i rodziny Alexarasniidae, obejmujący tylko jeden znany gatunek: Alexarasnia rossica.
Rodzaj i gatunek typowy opisane zostały w 2011 roku przez Andrieja Gorochowa. Opisu dokonano na podstawie pojedynczej skamieniałości pochodzącej z piętra siewierdowinu w permie, odnalezionej na lewym brzegu Suchony, w pobliżu wsi Isady na terenie rosyjskiego obwodu wołogodzkiego. Nazwa rodzajowa nadana została na cześć Aleksandra Rasnicyna, a epitet gatunkowy pochodzi od łacińskiej nazwy Rosji.
Owad ten miał przednie skrzydło długości 12 mm, umiarkowanie wąskie, najszersze przed środkiem, o prawie równoległych brzegach, ciemnych żyłkach i pomarszczonej oraz przyciemnionej z wyjątkiem jaśniejszego pola subkostalnego błonie. Żyłki subkostalna, przednia radialny, sektor radialny, odnogi przedniej medialnej, złączona tylna medialna i pierwsza odnoga przedniej kubitalnej (MP+CuA1), a na krótkim odcinku odsiebnym także druga odnoga przedniej kubitalnej (CuA2) miały przebieg równoległy. Nieco wklęśnięta żyłka subkostalna była w części dosiebnej skrzydła tak samo odległa od żyłki kostalnej jak i od radialnej, a dalej bliższa kostalnej niż przedniej radialnej, natomiast kończyła się w pobliżu środka krawędzi kostalnej. Część dosiebna tylnej żyłki medialnej była zespolona z pierwszą odnogą przedniej żyłki kubitalnej w żyłkę, która dawała 4 odgałęzienia. Druga odnoga przedniej żyłki kubitalnej była wklęśnięta, prosta, skośna i dawała dwa odgałęzienia. Przedradialna część skrzydła była nieco zwężona ku jego środkowi. Część analna zajmowała ⅓ długości skrzydła. Właściwe żyłki poprzeczne były nierozgałęzione i rzadko rozmieszczone.